# Idoia Etxeberria Ikutza
Idoia Etxeberria Ikutza (Orio, 7 de octubre de 1992) es una deportista vasca especialista en el deporte rural vasco conocido como harri-jasotze o levantamiento de piedras. 

## Trayectoria
Fue la primera mujer en levantar una piedra de 140 kg en 2011. Después, se retiró un año debido a una lesión congénita de la columna vertebral. En 2012 subió el récord hasta los 150 kg y en 2016 hasta los 163,4 kg. A mediados de 2018 anunció su retirada, alegando problemas físicos.

## Palmarés
- Campeona del País Vasco (3): 2010, 2014 y 2018.[1][2][3]